# Georgisches Nationalballett Suchischwili

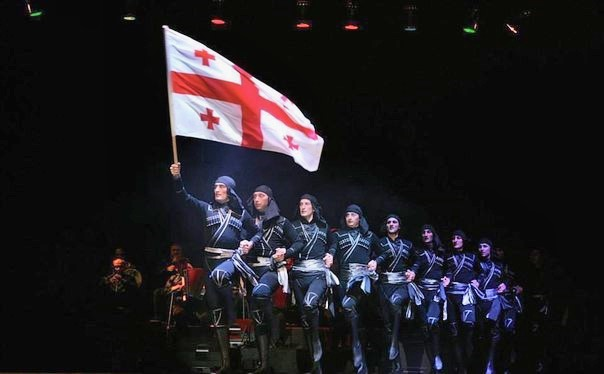
Georgischer Kriegstanz Khorumi

Die Gründer Iliko Suchischwili und Nino Ramischwili

Das Georgische Nationalballett Suchischwili (georgisch ქართული ეროვნული ბალეტი; kartuli erovnuli balet'i) ist eine professionelle staatliche Tanzkompanie in Georgien.

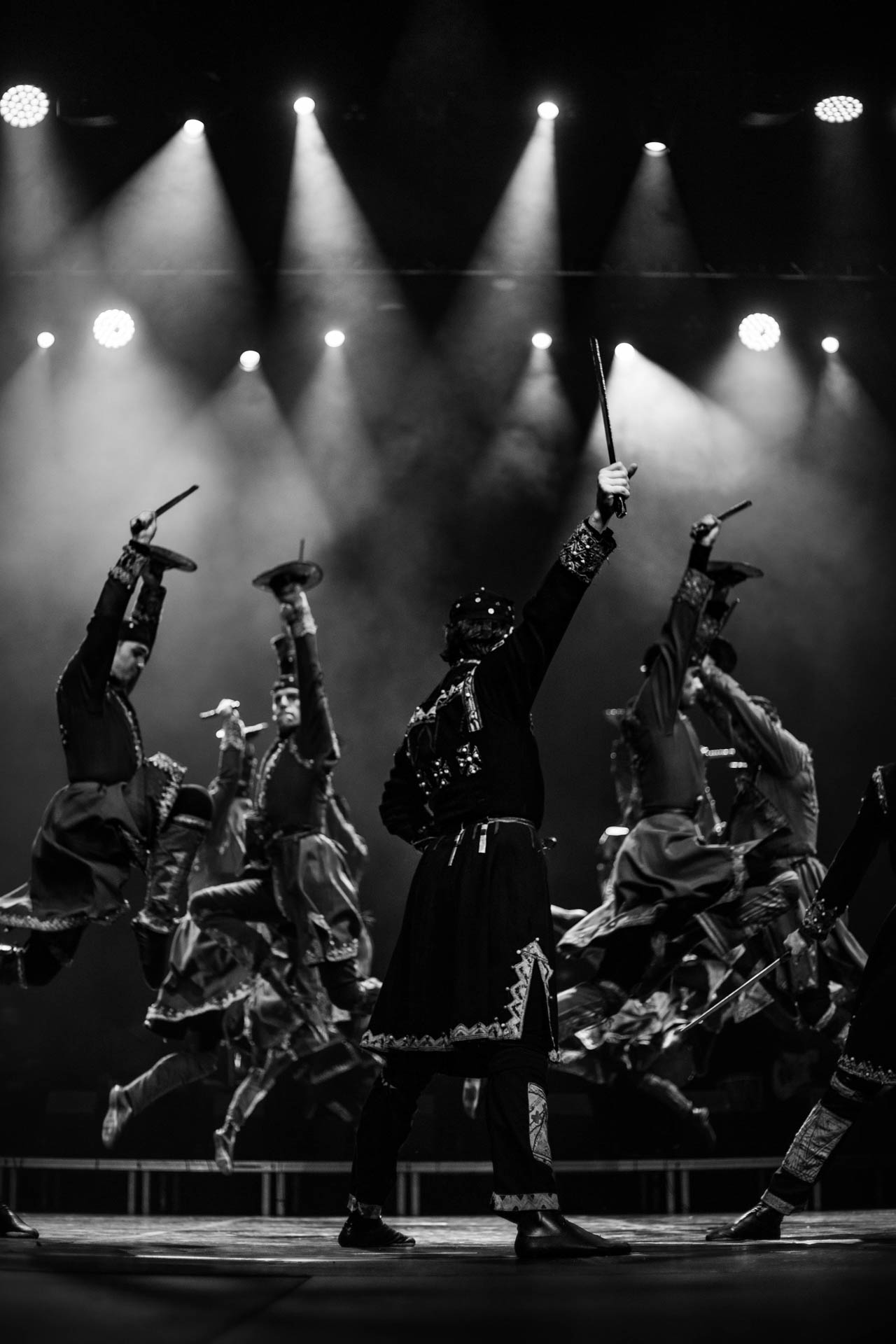
Suchischwili in Polen, 2023

## Geschichte und Aufbau
Es wurde 1945 von den Eheleuten Iliko Suchischwili und Nino Ramischwili gegründet und trug zunächst den Namen Staatliche Georgische Tanzkompanie. Die Kostüme wurden von Simon Wirsaladse (1908–1989) entworfen. Von 1985 bis 2000 waren die Geschwister Tengis Suchischwili und Inga Suchischwili künstlerische Leiter und Generaldirektoren. Seit 2000 ist in dritter Generation Iliko Suchischwili Jr. Chefchoreograf. Nino Suchischwili, die Enkelin der Gründer, ist stellvertretende Direktorin und Kostümbildnerin.

## Ensemble
Das Georgische Nationalballett besteht aus 70 Tänzern und einem kleinen Orchester mit teilweise traditionell-georgischen Instrumenten. Die Tanzkompanie besitzt eine Schule, die Tanzunterricht für Kinder und Jugendliche anbietet.